# 電車GO!2高速編
《電車GO!2高速編》是一款由太东制作和发行的模拟经营类游戏。本游戏于1998年3月街机和PlayStation发行。 1998年8月，本游戏的加强版《電車GO!2高速編3000番台》发行。本游戏也以《電車GO!64》移植至任天堂64。

## 游戏内容
本游戏为电车模拟游戏，玩家控制着电车，在一定时间内，在规定的车站范围停车。

## 线路
在原始的街机版《電車GO!2高速編》共收录了秋田新幹線、北越急行北北線和京濱東北線。在PlayStation版中额外加入了大阪環狀線和鹿兒島本線。
《電車GO!2高速編3000番台》版中在原有街机版中加入秋田新幹線（大曲—盛岡、秋田—新花卷）、奧羽本線、田澤湖線、京濱東北線（橫濱—品川、橫濱—上野）、東海道本線和山手線。
《電車GO!64》路線方面，完成一定程度的路線時刻之後就會出現東北新幹線的單獨時刻（盛岡—新花卷）。此外任天堂64版本还增加了音聲辨識系統。

## 评价
《Fami通》对《電車GO!64》的评分为32/40分。